# شركة تومر الحكومية
شركة تومر الحكومية المحدودة هي شركة دفاعية حكومية إسرائيلية تعمل في مجال تطوير وإنتاج محركات الصواريخ الثقيلة والخفيفة.
تعمل شركة تومر مقاولًا فرعيًّا لشركة إلبيت سيستمز في تطوير وإنتاج الصواريخ ومحركات القذائف لمجموعة متنوعة من المدى، بما في ذلك صواريخ روماش وإكسترا وماجيك بايونيت، هي كذلك مقاول فرعي لشركة إسرائيل للطيران والفضاء في تطوير وإنتاج محركات الصواريخ لصاروخ باراك 8 وباراك إم إكس وصواريخ حيتس والصاروخ الحامل للأقمار الصناعية شافيت. محرك تومر هو الذي يسرع صاروخ حيتس 3. كما تعمل شركة تومر أيضًا على تطوير وتصنيع المحرك لصاروخ الهدف المرساة الفضية.
أسست الشركة في عام 2015 كجزء من خطة خصخصة شركة مصنع الجيش الإسرائيلي، بهدف توحيد أنشطة شركة الصناعات العسكرية الإسرائيلية التي أرادت الحكومة إبقاءها تحت سيطرتها. يصف موقع هيئة الشركات الحكومية غرض الشركة: "الانخراط في أنشطة الدفع الثقيلة وأنشطة مصانع شركة الصناعات العسكرية الإسرائيلية السابقة، في جميع جوانبها، بما في ذلك التطوير والإنتاج والاختبار والتجريب والإثبات والصيانة والصيانة."

## تاريخ
في نوفمبر/تشرين الثاني 2013، وافقت الحكومة الإسرائيلية الثالثة والثلاثون على مخطط خصخصة شركة الصناعات العسكرية الإسرائيلية، والتي سيجري تشغيل جزء منها، وهو ما حددته الحكومة على أنه مصالح أمنية لدولة إسرائيل، في إطار شركة حكومية سيجري إنشاؤها بعد الخصخصة.
في عام 2015 ، أُسست "شركة تومر الحكومية"، ونُقلت الأنشطة التي كان من المفترض أن تبقى في أيدي الدولة إليها، بما في ذلك إنتاج أنظمة الدفع الصاروخي الخفيف. وكجزء من تأسيس الشركة، عُين فريق إدارة عليا. عُين اللواء (احتياط) إيتان دانجوت رئيسًا لمجلس إدارة الشركة، وعُين العقيد (احتياط) مردخاي بن عامي رئيسًا تنفيذيًا للشركة، ونُقل بعض موظفي مصنع "جيفون" ومصنع "سلافين" التابعين لشركة الصناعات العسكرية الإسرائيلية إليها. في سبتمبر 2018، حُول مبلغ 80 مليون شيكل إلى الشركة كرأس مال للمالك.
في مارس 2018، توصلت الدولة إلى اتفاق بشأن بيع شركة الصناعات العسكرية الإسرائيلية إلى أنظمة إلبيط.اكتملت عملية البيع لشركة أنظمة إلبيط في نوفمبر 2018، وفي 25 نوفمبر 2018، بدأت شركة تومر العمل بكامل طاقتها. عندما بدأت الشركة عملياتها، وظفت ما يقرب من 500 موظف، وفي عام 2024، وظفت أكثر من 700 موظف.
رئيس مجلس إدارة الشركة اعتبارًا من أبريل 2022 هو العميد (احتياط) روني مورينو. المدير التنفيذي للشركة هو العقيد (احتياط) مردخاي بن عامي، الذي شغل مناصب مختلفة في وزارة الدفاع . في ماضيه العسكري، خدم في البحرية في مناصب القيادة والإدارة، بما في ذلك رئيس مشروع الغواصات من سلسلة دولفين، وقائد سرب هندسي في حوض بناء السفن التابع للبحرية. يشغل المحامي دوتان غاباي منصب نائب الرئيس للتسويق وتطوير الأعمال في الشركة. توظف الشركة حوالي 700 شخص في مجالات صناعة الدفاع والهندسة والتقنية المتقدمة. يقع المقر الرئيسي للشركة في مجمع جفعون - الواقع في المنطقة الصناعية بالرملة، بالقرب من موشاف ماتسليا.
العملاء الرئيسيون للشركة هم شركة الصناعات الجوية الإسرائيلية وشركة إلبيت سيستمز، والتي تدمج محركات الصواريخ الخاصة بالشركة في الصواريخ والقذائف من تصنيعها الخاص. بلغ إجمالي مبيعات الشركة 325.5 مليون شيكل إسرائيلي جديد في عام 2019، و357.6 مليون شيكل إسرائيلي جديد في عام 2020، و411.8 مليون شيكل إسرائيلي جديد في عام 2021. تعمل الشركة في أربعة قطاعات، بلغت مبيعاتها في عام 2021: الثقيلة - 265.8 مليون شيكل إسرائيلي جديد، الخفيفة - 46.3 مليون شيكل إسرائيلي جديد، ران أراي - 99.4 مليون شيكل إسرائيلي جديد، أخرى - 0.24 مليون شيكل إسرائيلي جديد.
بعد حرب أوكرانيا وروسيا وحرب السيف الحديدي، زاد الطلب على منتجات الشركة وعملت على توسيع عملياتها. افتتحت الشركة خط إنتاج جديد مجهز بأنظمة روبوتية وتقنية مبتكرة لتجميع محركات الصواريخ في الإنتاج التسلسلي. وبالإضافة إلى ذلك، أنشأ تومر مديرية جديدة، ستركز جميع أنشطة الدفع الخفيف في جوانب تطوير الجيل القادم من الصواريخ لمجموعة متنوعة من المدى وبهدف توفير استجابة سريعة للأنظمة الجديدة قيد التطوير والأنظمة الموجودة في ضوء الزيادة الكبيرة في الطلب على أنظمة الصواريخ.